# Ligne de Ponte-Leccia à Calvi
La ligne de Ponte-Leccia à Calvi est une des deux lignes ferroviaires à écartement métrique et à voie unique du réseau des Chemins de fer de Corse. Elle se présente comme une antenne de la ligne principale de Bastia à Ajaccio. Elle se détache de cette dernière au nord de la gare de Ponte-Leccia (commune de Morosaglia), à 45 kilomètres de Bastia et 100 kilomètres d'Ajaccio et rejoint la gare de Calvi en traversant la Balagne.
- Cet article est consacré à l'histoire particulière de la ligne Ponte-Leccia - Calvi, à la description de ses caractéristiques géographiques et techniques ainsi qu'à sa desserte.
N.B. : Les sujets intéressant les Chemins de fer de Corse dans leur intégralité sont traités dans l'article principal : les exploitants, la Corse et la politique ferroviaire, la rénovation du réseau, son statut juridique, le matériel roulant et la maintenance, le personnel et la tarification.

## Histoire

### La construction
La loi du 17 juillet 1879 portant classement de 181 lignes de chemin de fer dans le réseau des chemins de fer d’intérêt général (plan Freycinet) retient en n° 144 une ligne de Ponte-Leccia à Calvi (Corse). Deux tracés différents sont encore en discussion à cette date. Pour relier les deux points extrêmes de la ligne par l'itinéraire le plus court, la première variante ne passait pas par L'Île-Rousse, ville qui devait être reliée au réseau par un embranchement depuis Calvi. La longueur totale de ces deux lignes n'aurait dépassé que de 4 km la longueur de la deuxième variante, celle finalement retenue par décision du 30 mai 1882 car moitié moins chère. Ensuite, la déclaration d'utilité publique intervient rapidement le 21 août 1882 (presque simultanément avec le premier tronçon de la ligne de la côte orientale corse).
Alors que l'État contracte et dirige directement les travaux de la construction de la ligne centrale de Bastia à Ajaccio, il laisse le soin de construire la ligne de la Balagne à la Compagnie de chemins de fer départementaux (CFD), sur la base de la convention de concession du 21 février 1883 approuvée par une loi le 19 décembre suivant. Le capital à engager par la CFD pour la construction de la ligne de Ponte-Leccia à Calvi est forfaitairement évalué à 15 270 000 francs, somme que l'État s'engage à rembourser soit en 90 annuités avec un taux d'intérêt de 5 %, amortissements compris, soit par une rente de 3 % amortissable. Les premiers ingénieurs de la CFD arrivent en Corse en 1884 et disposent de six mois pour effectuer les relevés sur le terrain et les études de détails. Les plans de projet des ouvrages d'art reçoivent l'approbation ministérielle le 30 novembre 1885 seulement, ainsi les travaux ne peuvent être lancés que début 1886. Le nombre d'ouvriers affectés au chantier de la Balagne n'est pas connu, mais l'on a évalué le personnel total travaillant alors sur la construction du réseau ferré corse à 20 000, toutes catégories confondues.
Les travaux se déroulent globalement assez bien, mais deux difficultés inattendues retardent l'achèvement de la ligne. La friabilité de la roche est en cause. Près de Palasca, un tunnel doit être construit en lieu et place d'une tranchée ouverte dont les parois risqueraient de s'effondrer. Entre Novella et Palasca, la voûte du tunnel du Conculi (P.K. 69,0) s'effondre pendant l'hiver 1888/89 et obstrue la voie. Une reconstruction ne paraît pas opportune, et une modification du tracé avec un tunnel plus profond est décidée. Ces travaux étant susceptibles de prendre du temps, un tracé de déviation provisoire est construit. Afin de réduire les retards accumulés dans les travaux, la CFD fait venir deux autres locomotives pour le train de chantier.
L'inauguration de la ligne se fait en deux temps : le 10 janvier 1889 de Ponte-Leccia à Palasca, et le 15 novembre 1890 de cette gare jusqu'au terminus de Calvi. La ligne atteint une longueur de 73,3 km. Pendant les premiers mois d'exploitation, les trains doivent franchir au pas le tracé provisoire au Conculi, incluant un passage à niveau avec le chemin de fer de chantier,,.

### La desserte
Le schéma de la desserte est resté immuable pendant des décennies, tant sur le plan du nombre de trains par jour que sur les temps de parcours. Circulent donc deux trains par jour dans chaque sens, avec des départs de Calvi à 5 h 05 et 14 h 10, et des départs de Ponte-Leccia à 8 h 40 et 17 h 45 (été 1914). La CFD ne remplit donc pas son obligation de mettre en place trois aller-retours par ligne.
Le voyage dure trois heures pile dans les deux sens, soit une vitesse commerciale de 24,43 km/h. Il n'y a avec la traction à vapeur, ni de trains origine / destination Bastia, ni de trains supplémentaires entre Calvi et L'Île-Rousse. Pendant la Première Guerre mondiale, un seul aller-retour quotidien circule, partant de Calvi à 7 h 20 et de Ponte-Leccia à 16 h 00. Pendant les années 1920, le deuxième aller-retour revient, et il y a maintenant un train en même temps dans chaque sens sur la ligne. Les trains du matin partent simultanément de Calvi et Ponte-Leccia à 9 h 05, et ceux de l'après-midi respectivement à 13 h 35 et 14 h 05 à l'été 1929. Puis le premier départ de Calvi redevient plus matinal. En 1933, un train ne met « que » 2 h 52 de Ponte-Leccia à Calvi, alors que les trains mettent 3 h 05 dans le sens inverse,,.
L'introduction des autorails Billard A 150 D en 1938 apporte (en automne 1938 ou en 1939) deux aller-retours Calvi - Bastia sans changement à Ponte-Leccia, avec un temps de parcours de 3 h 05 pour la totalité du parcours et de 2 h 00 pour la section Calvi - Ponte-Leccia. C'est donc une amélioration dans un double sens. Ces autorails ne s'arrêtent qu'à Casamozza entre Ponte-Leccia et Bastia. Les départs se font à 6 h 45 et 14 h 00 de Calvi, et à 9 h 20 et 16 h 20 de Bastia. Un train à vapeur par sens est maintenu, ce qui apporte pour la première fois trois aller-retours quotidiens. L'omnibus à vapeur part de Calvi un quart d'heure après l'autorail matinal, la capacité de ce dernier n'étant que de 64 places assises s'il circule avec une remorque. Le retour depuis Ponte-Leccia s'effectue à 15 h 00, avec un temps de parcours de 3 h 20 permettant de supposer qu'il s'agit de trains marchandises-voyageurs. Cette période d'une desserte plus étoffée est de courte durée, car la Seconde Guerre mondiale provoque sa réduction de 50 % : restent un aller-retour par autorail, limité à Ponte-Leccia, et le train à vapeur devenu tri-hebdomadaire. L'aller-retour Ponte-Leccia - Calvi dans la journée n'est plus possible. Quatre ans après la Libération intervenue dès automne 1943 en Corse, ce même service réduit est toujours en place,,.
Vers 1950, les trains à vapeur disparaissent du service voyageurs. Bien que suffisamment d'autorails soient disponibles, la fréquence des trains reste d'un unique aller-retour quotidien au moins jusqu'à la fin du service d'hiver 1952/53. Puis il est de nouveau de deux aller-retours quotidiens, avec un troisième les dimanche soir uniquement. Les départs se font à 6 h 10 et 14 h 25 de Calvi, et à 8 h 20 et 16 h 10 de Bastia. Le temps de parcours est de 3 h 15 à 3 h 20, soit légèrement plus qu'avant-guerre, car les autorails desservent l'ensemble des gares. Pendant les soixante ans qui suivent, pratiquement plus rien ne change, sauf le matériel. D'une année sur l'autre, les horaires sont seulement légèrement ajustés. Ainsi, en 1998, les départs se font à 6 h 20 et 14 h 30 de Calvi, et à 8 h 45 et 16 h 35 de Bastia, avec des temps de parcours compris entre 3 h 05 et 3 h 20. Selon les années, le service est réduit à un unique aller-retour hors saison, de novembre à mars. Sous l'exploitation de la SACFS entre 1966 et 1971, un autorail de messageries circule les jours ouvrables, jumelé entre Ponte-Leccia et Bastia avec le service homologue en provenance et à destination d'Ajaccio. Pendant les étés de 1967 à 1971, deux rotations supplémentaires sont mises en place entre Calvi et Ponte-Leccia, bref épisode de fleurissement sans lendemain. En effet, les voyageurs-km augmentent à peine pendant cette période,,,,.
Dans l'après-guerre, la principale innovation est l'introduction des « trains-tramways de la Balagne » sur la section de 21,8 km entre Calvi et L'Île-Rousse, en été 1965. Il s'agit de la première desserte cadencée en France (hors Île-de-France). Treize arrêts intermédiaires sont desservis, dont onze sont des arrêts facultatifs créés à l'occasion, les seules gares d'origine étant Algajola, Sant'Ambroggio et Calenzana - Lumio. Au début, les trains-tramways vont au-delà de L'Île-Rousse jusqu'au point d'arrêt d'Île-Rousse Plage, avec un temps de parcours de 37 min seulement. La mission de cette nouvelle desserte est touristique ; ainsi, la période de fonctionnement est-elle limitée à la saison touristique de mai à octobre. L'horaire est renforcé en juillet et août et comporte alors entre huit et dix aller-retours. L'instauration des trains-tramways est généralement portée au crédit de la « Société auxiliaire des Chemins de Fer Secondaires » (SACFS), mais était en fait inscrite dans le cahier de charges contenu dans le décret de concession,. Le succès commercial de cette offre est décisif pour le remplacement des petits autorails Billard par des Renault ABH8 vers 1978, jusque-là jamais utilisés sur la ligne. Ce simple changement de matériel nécessite un renouvellement de la voie pour ces engins plus lourds, qui cependant ne peuvent rouler aussi vite que les légers Billard. Afin de pouvoir maintenir le cadencement à l'heure, Île-Rousse Plage n'est plus desservie, et un nouveau point de croisement est aménagé à Sant'Ambroggio. Malgré le raccourcissement du trajet, le temps de parcours augmente de 50 % et passe à 50 min.

### La traction
Parmi les quarante locomotives à vapeur de l'époque, quatre seulement furent affectées à la ligne de Ponte-Leccia à Calvi. Il s'agit des locomotives-tender no 53 à 56, uniques locomotives Fives-Lille des chemins de fer de la Corse, construites en 1891. Cette date laisse supposer que le début du service se faisait provisoirement avec d'autres machines. Les locomotives étaient stationnées au petit dépôt de Calvi, disposant d'une remise en quart-de-cercle avec trois voies de remise, mais pouvaient également passer la nuit dans la remise de Ponte-Leccia, à deux voies. Devant ces deux remises, des plaques tournantes étaient installées, et il y avait également des réserves à charbon et des grues à eau. En cours de route, l'eau pouvait être prise uniquement aux gares de Palasca et du Regino. Après la fin du service à vapeur en mars 1950 pour le service de voyageurs puis en 1954 pour le service des marchandises, ce dernier est repris par le locotracteur no 114 dit « la bête de Calvi » à partir du printemps de l'année suivante. Cette situation n'évoluera pas jusqu'à la suppression du trafic de marchandises entre Ponte-Leccia et Calvi une trentaine d'années plus-tard.
Les séries d'autorails des chemins de fer de la Corse n'ont pas toutes effectuées du service sur la ligne de la Balagne. De 1938 à 1975, la ligne est desservie par des autorails Billard A 150 D essentiellement, circulant avec remorque pendant la saison. Entre 1955 et 1957, un aller-retour est assuré par le locotracteur no 114 prénommé, remorquant un ancien autorail Billard A 210 D démotorisé transformé en remorque après l'avarie du moteur. À partir de 1966, les autorails Billard recarrossés par les Établissements Carde de Bordeaux sont introduits, dont les deux derniers (no 503 et 526) restent en service jusqu'en 1983 et 1985. Cependant, les cinq nouveaux autorails CFD X 2000 assurent une partie des dessertes à partir de 1976, puis la quasi-totalité à partir de 1982. Ces autorails légers offrant une vue panoramique aux voyageurs sont l'unique matériel affecté à la ligne jusqu'à sa rénovation intégrale en 2008/2011 : le mauvais état de l'infrastructure n'a pas permis d'avoir recours aux Renault ABH8, ni aux Soulé X 97050. Les trains-tramways constituent cependant une exception : depuis 1977, ils sont assurés par des ABH8, d'abord à côté des Billard, puis en exclusivité,.

### Le trafic
La ligne de Ponte-Leccia à Calvi a toujours connu une fréquentation très faible, il est difficile d'établir si elle est la conséquence ou la justification du faible niveau de desserte. Entre 1975 et 1999, le nombre de voyageurs varie entre 25 000 et 50 000 par an, record atteint en 1990. La fréquentation habituelle est de 30 000 voyageurs annuels, sans tenir compte, bien entendu, des trains-tramways de la Balagne qui desservent les plages à la belle saison. La tendance à une croissance quasiment continue telle qu'elle a pu être observée sur la ligne de Bastia à Ajaccio ne suit pas. Pendant les années 1990, la ligne de la Balagne représente autour de 4 % des clients des chemins de fer de la Corse. Quant aux trains-tramways, ils connaissent une fréquentation extrêmement variable en fonction de la conjoncture du tourisme. Depuis 1983, ils dépassent en nombre de voyageurs la ligne Bastia - Ajaccio et dédoublent leur fréquentation pendant les quatre années qui suivent. En 1987, ils atteignent le record absolu de fréquentation de 363 000 voyageurs. Puis un tiers du trafic est de nouveau perdu jusqu'en 1997. Selon les années, les trains-tramways peuvent représenter la moitié du trafic des chemins de fer de la Corse en nombre, mais la distance de parcours moyenne est évidemment plus faible que la moyenne du réseau (40 km environ). Près de 60 % des voyageurs empruntent les trains-tramways en juillet et août.
Des chiffres sur le trafic de marchandises ne sont pas disponibles, mais il peut être intéressant de remarquer que le locotracteur no 114 qui en avait le monopole de 1955 à la fin était limité à quatre wagons, soit 40 t de charge utile. La fréquence du train de marchandises était bi-hebdomadaire depuis les années 1970.

## Description

### Tracé et profil

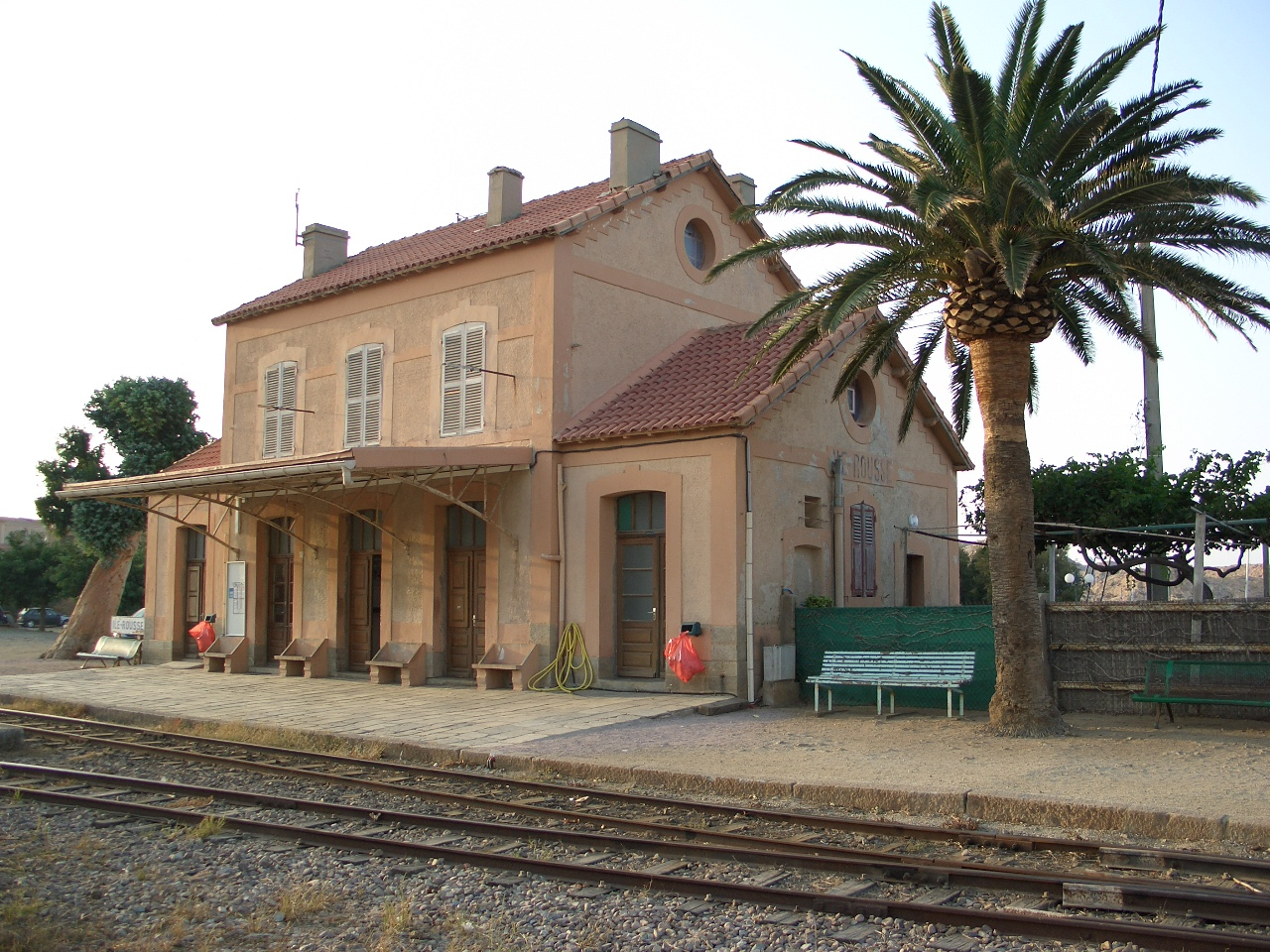
Gare de L'Île-Rousse.

De la gare de Ponte-Leccia située à 190 m d'altitude, la ligne part en direction du nord-nord-ouest en remontant la vallée de la Tartagine, puis de son affluent le Lagani. Le tracé est très sinueux, et la voie ferrée côtoie un moment l'ancienne route nationale 197. Elle traverse une contrée sauvage et aride couverte de maquis, ponctuée de quelques bosquets. Mais le plus souvent, le paysage est découvert. Sur les 52 km qui séparent Ponte-Leccia de L'Île-Rousse, l'on n'aperçoit que rarement des traces d'habitation, et aucun village n'est desservi directement.
Peu après son départ de Ponte-Leccia, la voie ferrée traverse la rivière Asco et entame l'ascension vers la gare de Pietralba, avec une pente constante de 20 ‰. En moins de 20 km, la ligne atteint 500 m d'altitude, ce qui représente une déclivité moyenne de 15 ‰. Elle franchit alors, en tunnel, la ligne de partage des eaux entre le bassin du Golo et celui de l'Ostriconi, qui se jette dans la Méditerranée à l'ouest du désert des Agriates.
De Novella à Belgodère, la ligne, toujours sinueuse, s'accroche à la pente et au relief sauvage, et offre des points de vue impressionnants. À partir  de la gare de Belgodère, située à mi-chemin entre Ponte-Leccia et Calvi, la mer devient visible par temps clair. Après une descente sévère, elle traverse à basse altitude le vallon du Regino, puis doit contourner la colline de Monticello avant d'atteindre le bord de mer à 3 kilomètres à l'ouest de L'Île-Rousse. La ligne se dirige ensuite vers le sud-ouest en suivant de près la côte de la Balagne, sauf à la pointe de Spano, qu'elle coupe.
La voie ferrée traverse des pinèdes, se faufile entre des dunes et épouse la côte rocheuse, selon les endroits. Ce trajet, remarquable par la vue sur ses plages et la côte, est fortement touristique, et se termine par un large tour du golfe de Calvi où la voie ferrée longe le haut de la plage avant d'arriver en gare de Calvi.
Il n'y a pas de grands ouvrages d'art, mais sept ponts en pierre et dix courts tunnels, totalisant respectivement 210 m et 1 765 m. La déclivité maximale est 20 ‰ et le rayon de courbe minimal de 100 m, mais ce rayon est uniquement appliqué sur les sections les plus difficiles. Le gabarit de la ligne permet une largeur du matériel de 2,6 m. La voie était initialement armée en rails à double champignon de 21 kg/m. La faiblesse de l'armature et le mauvais état de la voie limitaient la charge à l'essieu à 5 t depuis l'après-guerre,,, pour une longueur maximale de 19 m.

### Les gares, haltes et arrêts facultatifs

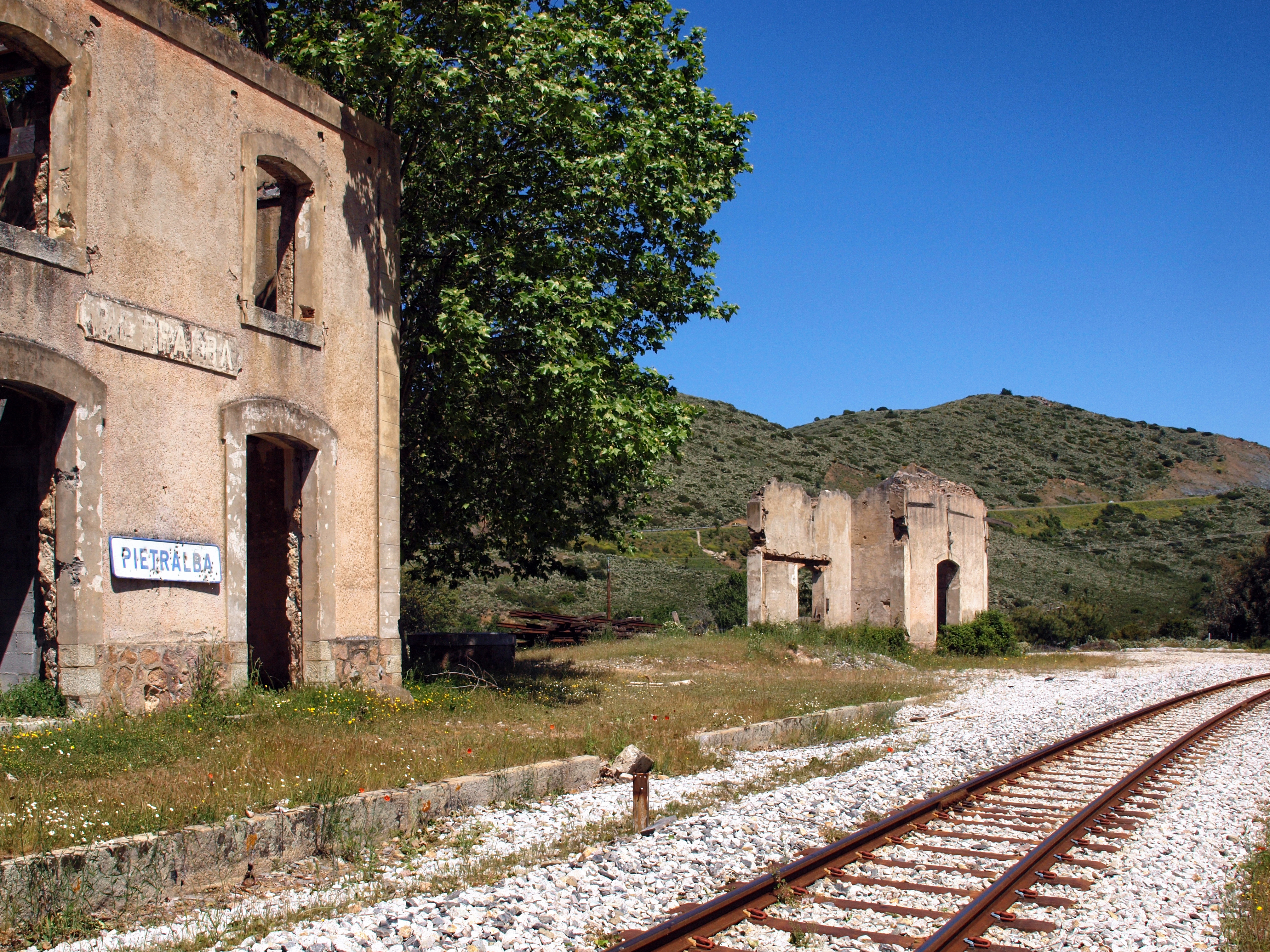
Bâtiments en ruines de l'ancienne gare désaffectée de Pietralba

Les gares ordinaires disposent à l'origine de la voie principale, d'une voie d'évitement et d'une voie de débords, prolongée à ses deux extrémités par des courtes voies en impasse, soit six aiguillages. Sont concernées les gares suivantes : Novella (P.K. 65,3), Palasca (P.K. 75,1), Belgodère (P.K. 82,8), Le Regino (P.K. 88,1), L'Île-Rousse (P.K. 98,1), Algajola (P.K. 106,3) et Camp-Raffalli GR 20 (P.K. 115,5). La catégorie en dessous des gares étaient les haltes, disposant au maximum d'une voie d'évitement pouvant également servir de voie de garage, et éventuellement d'une voie en impasse. Sont concernées les stations suivantes : Pietralba (P.K. 57,7) et Sant'Ambroggio (P.K. 108,6). Les plans de voies ont souvent été simplifiés pendant le dernier quart du XXe siècle. Pour faciliter les croisements de trains, certaines stations ont été équipées d'aiguillages talonnables renversables, ce qui évite aux agents de train de se déplacer pour les manœuvrer et dispense de l'installation d'une commande à distance. Pour les trains-tramways de la Balagne (voir ci-dessus), des points d'arrêt supplémentaires ont été créés, se résumant à des quais construits avec des bordures de trottoir en légère surélévation et une petite plaque montée sur poteau avec le nom de la station et l'horaire. Ces points d'arrêt sont à desserte facultative, et seule une partie des trains Calvi - Ponte-Leccia - Bastia les desservent.
La gare de Calvi a toujours été un terminus bien modeste, avec un petit dépôt mais sans séparation des gares de voyageurs et de marchandises, comme à Bastia et Ajaccio. Le bâtiment-voyageurs comporte un corps central à étage de trois travées, flanqué de deux pavillons latéraux sans étage à une seule travée construits lors d'agrandissements. Il y a deux voies à quai et une troisième voie pour le retour des machines. Ces voies ont été raccourcies, et les branchements intermédiaires ont été supprimés. La halle à marchandises est construite dans le même alignement que le bâtiment-voyageurs, à droite à quelque distance. Deux voies en impasse et une rampe pour le chargement des wagons étaient disponibles pour le trafic de marchandises. Le dépôt avec sa remise en quart-de-cercle et plaque tournante ne disposait que de sa voie d'accès, le long de laquelle était situé le parc à charbons.

### Signalisation
À la base, la signalisation est celle en vigueur sur tous les réseaux d'intérêt général à voie métrique et ne comporte de signaux mobiles qu'à l'entrée des gares. Deux sortes de signaux commandés à distance sont utilisés. Il s'agit du damier annonciateur d'une obligation d'arrêt devant les principales gares, et du disque de ralentissement devant les autres stations comportant des aiguillages. L'espacement des rames repose sur le cantonnement télégraphique, puis téléphonique. Le non-respect des signaux n'entraîne aucun freinage automatique, et les convois se situant entre deux gares ne peuvent être localisés. La sécurité de l'exploitation repose donc essentiellement sur le cantonnement et le respect de l'horaire de service et des consignes.

## Desserte
La ligne de Ponte-Leccia à Calvi est parcourue de bout en bout par 2 ou 3 aller-retours quotidiens. Les trains desservent à la demande tous les arrêts du parcours.
Sur la section de ligne  L'Île Rousse à Calvi, jusqu'à 6 aller-retours supplémentaires sont assurés en juillet-août constituant ce qu'il est convenu d'appeler le « tramway de la Balagne », ou encore le « train des plages ».

## Matériel roulant
Les deux matériels utilisés sur cette ligne sont les plus anciens :
- entre Ponte-Leccia et Calvi, les CFD X 2000 rénovés avec remorques à bagages XRD rénovées, jusqu'en novembre 2012.

suivie par des rames X 97050 - 2 éléments, une motrice et une remorque ou Jumelées 4 éléments, une motrice deux remorques et une motrice. 
- entre l'Île-Rousse et Calvi, les Renault ABH8 avec remorque de réversibilité XR 113 / 526 jusqu'en 2009 suivie par des rames X 97050 - 2 éléments, une motrice et une remorque.